# Convenção de Gastein

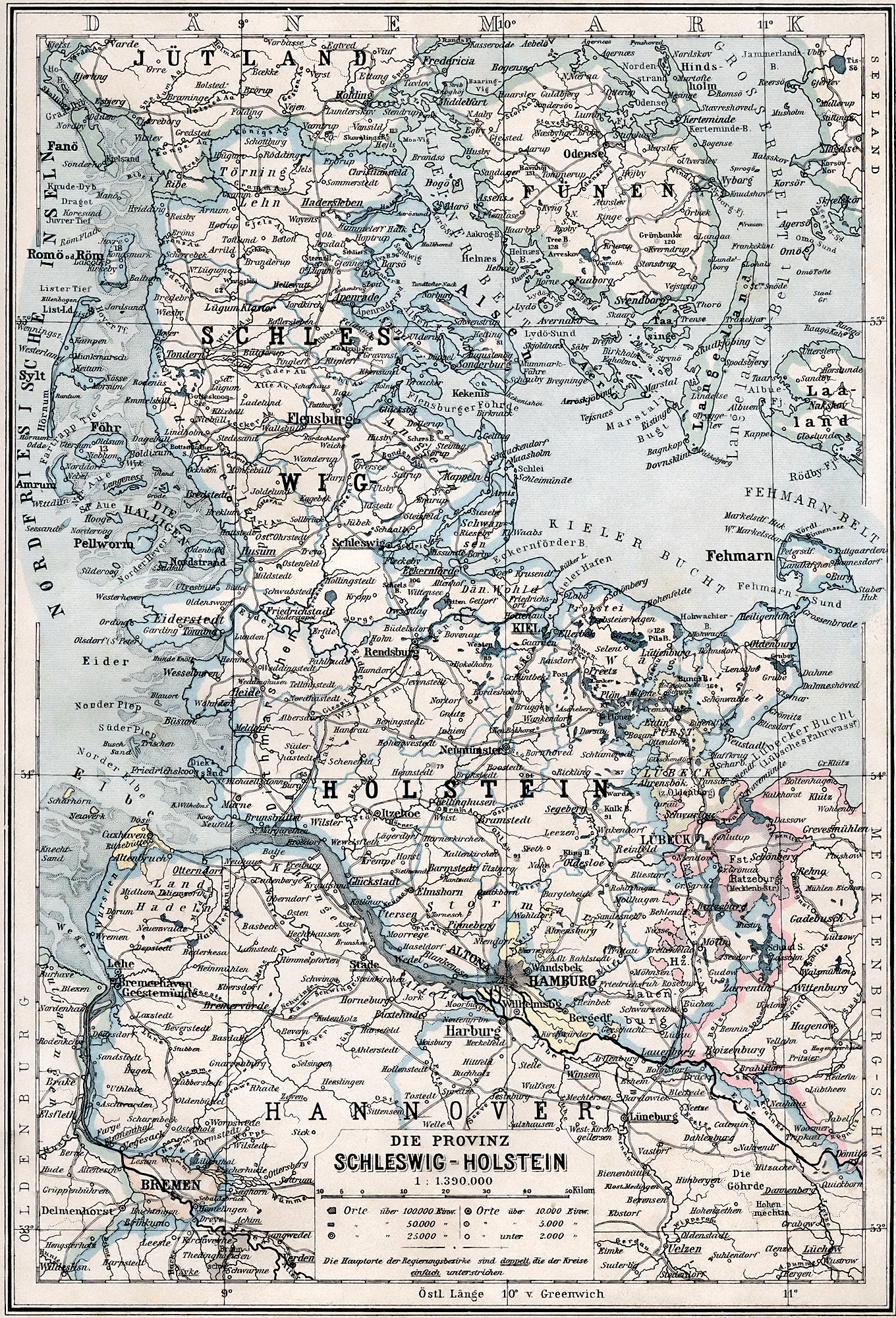
Província de Schleswig-Holstein em 1905.

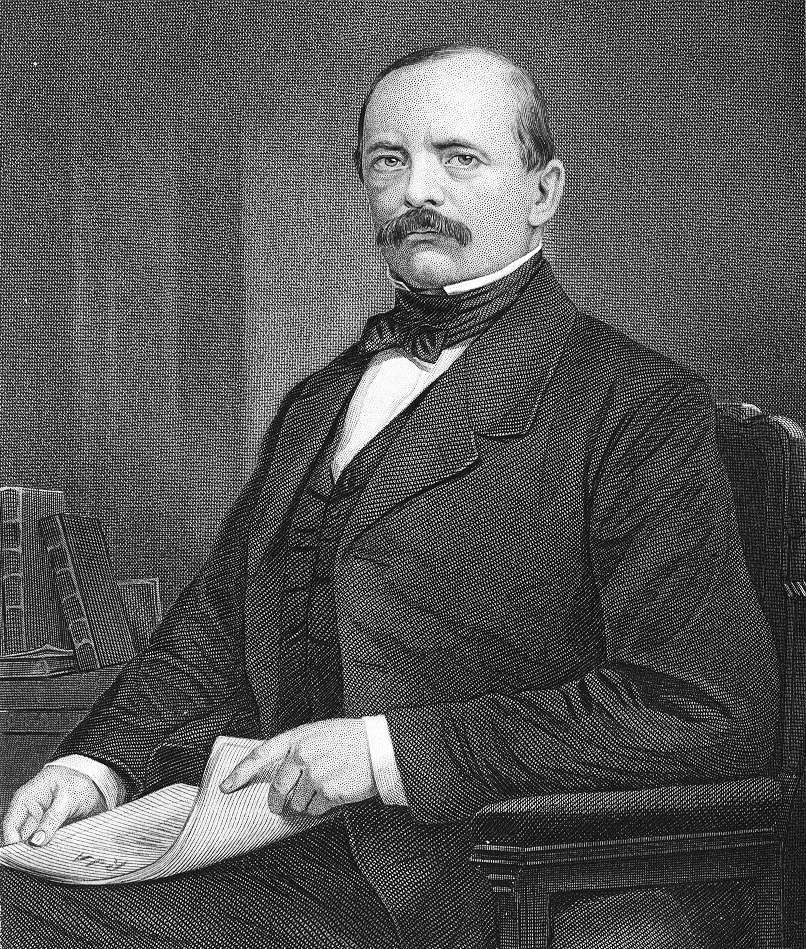
Otto von Bismarck.

A Convenção de Gastein é um tratado, celebrado em 14 de agosto de 1865, entre as duas principais potências da Confederação Germânica, isto é a Prússia e a Áustria, a respeito da administração das províncias do Schleswig e do Holstein, que haviam sido ganhas da Dinamarca após a Guerra dos Ducados, no ano anterior. Foi assinada na cidade austríaca de Bad Gastein.
A Convenção terminou por ser superada pelos acontecimentos, devido aos esforços do Chanceler da Prússia Otto von Bismarck em provocar uma guerra com a Áustria, de modo a excluí-la da Confederação Germânica. A Guerra Austro-prussiana eclodiu no ano seguinte.